# Comuna de Brojce
Brojce (polaco: Gmina Brojce) é uma gminy (comuna) na Polónia, na voivodia de Pomerânia Ocidental e no condado de Gryficki.
De acordo com os censos de 2005, a comuna tem 3 687 habitantes, com uma densidade 31,2 hab/km².

## Área
Estende-se por uma área de 118,06 km².

## Demografia
Dados de 30 de Junho 2004:
|                      | Total   | Total | Mulheres | Mulheres | Homens  | Homens |
| -------------------- | ------- | ----- | -------- | -------- | ------- | ------ |
|                      | pessoas | %     | pessoas  | %        | pessoas | %      |
| População            | 3687    | 100   | 1757     | 47,7     | 1930    | 52,3   |
| Densidade (pop./km²) | 31,2    | 100   | 14,9     | 14,9     | 16,3    | 16,3   |

De acordo com dados de 2005, o rendimento médio per capita ascendia a 1728,22 zł.